# Боже милосердя

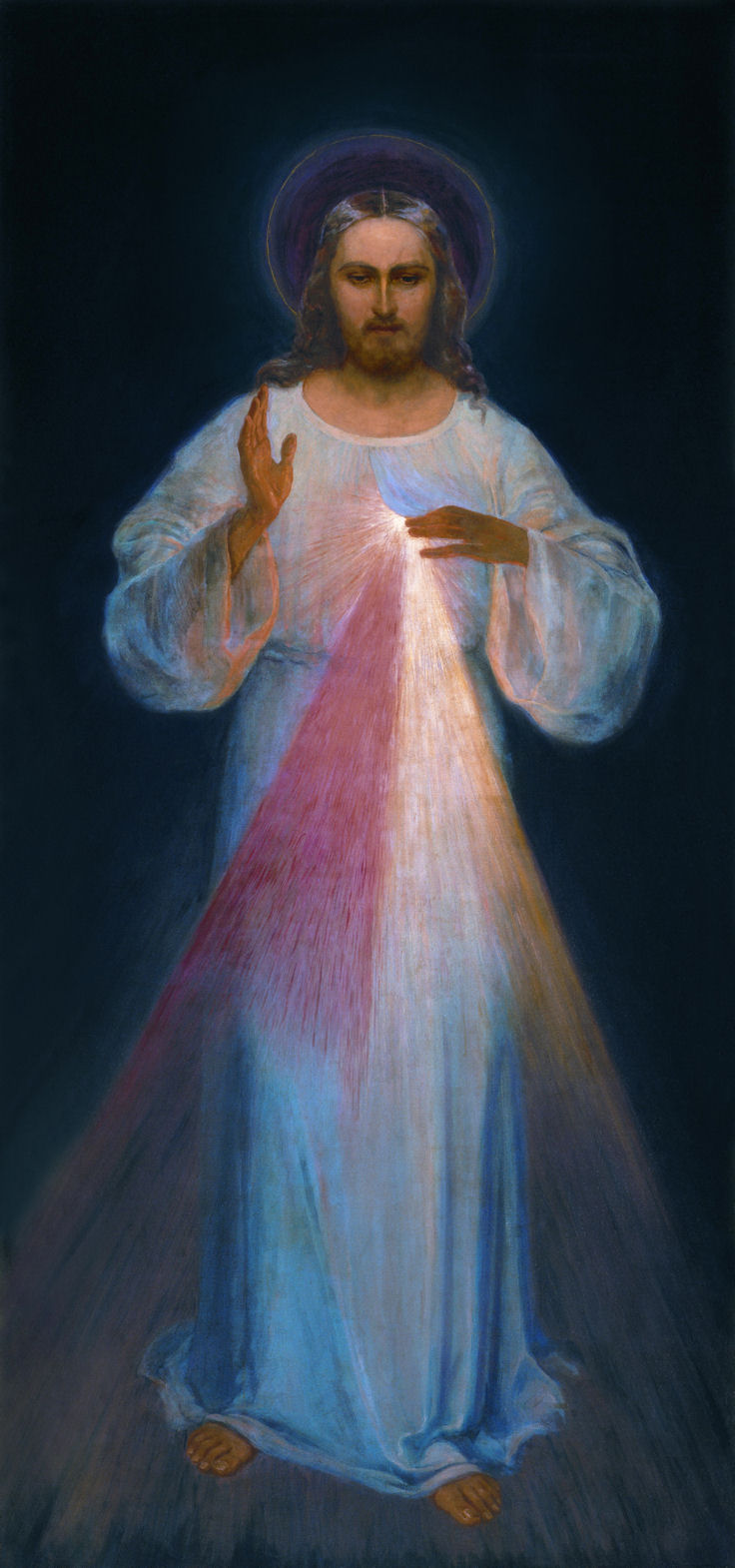
Образ Божого милосердя

Боже Милосердя (Культ) —  християнський  культ служіння, започаткований святою Марією Фаустиною Ковальською, відомою як апостол милосердя.
Свято Божого Милосердя відмічається Католицькою церквою  в наступну неділю після Воскресіння Господнього.Служіння дотримуються понад 100 млн християн у світі. Воно визнане також Універсальною англіканською церквою.

## Сенс культу Божого милосердя
Суть культу Божого милосердя полягає у християнській довірі до Господа Бога і діяльній любові до ближніх. Стисло кажучи, у нашій реальності Боже Милосердя переважує Божу Справедливість, тому кожна людина, якими б гріхами вона не була обтяжена, має в очах Бога величезну цінність і може отримати прощення і очищення через довіру до Ісуса Христа та покаяння. У свій Щоденник свята Фаустина Ковальска заносить слова Ісуса
|  | Сьогодні приведи до Мене все людство, а особливо всіх грішників, і занур їх у море Мого Милосердя й цим втішиш Мене в гіркому смутку, в який поринаю через втрату душ |

У той же час, як  зазначив св.Іван Павло ІІ у своїй енцикліці «Бог багатий милосердям» :" треба ствердити, що Христос, об'являючи Божу любов-милосердя, одночасно вимагав у людей, щоб вони давали себе вести шляхом любові і милосердя". Христос прагне, щоб його шанувальники не тільки приймали, але й самі творили милосердя - виконали протягом дня хоча б один акт любові до ближнього. 
|  | Я даю тобі три способи здійснення милосердя ближнім: перший – вчинок, другий – слово, третій – молитва. У цих трьох ступенях заключається повнота милосердя |

## Історія встановлення
Послання Бога про необхідність особливого шанування Його Милосердя  до св.Фаустини отримували інші черниці - Марія Франциска Козловська, Бенігна Консолата Ферреро та Йосифа Менендес., Однак жодна з них не змогла донести цю вимогу до світу та отримати визнання церкви. Успіх місії св.Фаустини крім чеснот її характеру можна також пояснити участю у впровадженні цього набоженства священників - Міхала Сопочка, Юзефа Андраша, а пізніше папи Івана Павла ІІ. Незважаючи на теологічне обгрунтування о.Сопочком культу Божого Милосердя, поширення набоженства було заборонено Ватиканом з 1959 по 1978 рік. Після приходу на папський престол Івана Павла ІІ культ Божого милосердя отримав швидкий розвиток і нині охоплює всю католицьку церкву. 

## Форми набожності до Божого Милосердя

### Свято Божого Милосердя
Найважливіший елемент культу. Вперше про встановлення цього свята Господь Ісус говорив в 1931 році. Це свято є не тільки величанням Милосердя, як Божої якості, але й святом особливої ласки для людей. Як  вказано у Щоденнику св.Фаустини, це свято є останньою надією душ на порятунок.(Щд 965)
|  | Якщо не вшанують Мого милосердя, загинуть навіки...розповідай душам про Моє милосердя, бо наближається страшний день - день Моєї справедливості |

Святкується римо-католицькою церквою в неділю  через тиждень після Великодня. 
Свято Божого Милосердя є днем особливого величання Милосердного Бога, а також і часом особливих ласк для усіх людей. 
Величність цього свята випливає з незвичайних обітниць, які Господь Ісус зробив. «Хто в цей день приступить до Джерела Життя, — сказав Христос, — той отримає цілковите відпущення (Щ. 300). У цей день відкрита глибина Мого Милосердя, виливаю ціле море милостей на душі, які наблизяться до джерела Мого Милосердя; (…) хай не боїться наблизитися до Мене жодна душа, навіть якщо її гріхи були як пурпур» (Щ. 699).
Щоб отримати користь для наших душ, потрібно мати довір'я до Божої доброти та дієвої любові ближнього, а також бути в стані освячуючої ласки (без тяжкого гріха, тобто примиритися з Богом у таїнстві Сповіді) й гідно прийняти святе Причастя.

### Образ Ісуса Милосердного.
Образ був об'явлений у видінні до с.Фаустини 22 лютого 1931 року в келії Плоцького монастиря.(Щд.48)
|  | Обіцяю, що душа, яка віддаватиме шану цьому образу, не загине. Обіцяю їй також перемогу над ворогами ще тут, на землі, а особливо в годину смерті. Я сам боронитиму її, як Свою славу. |

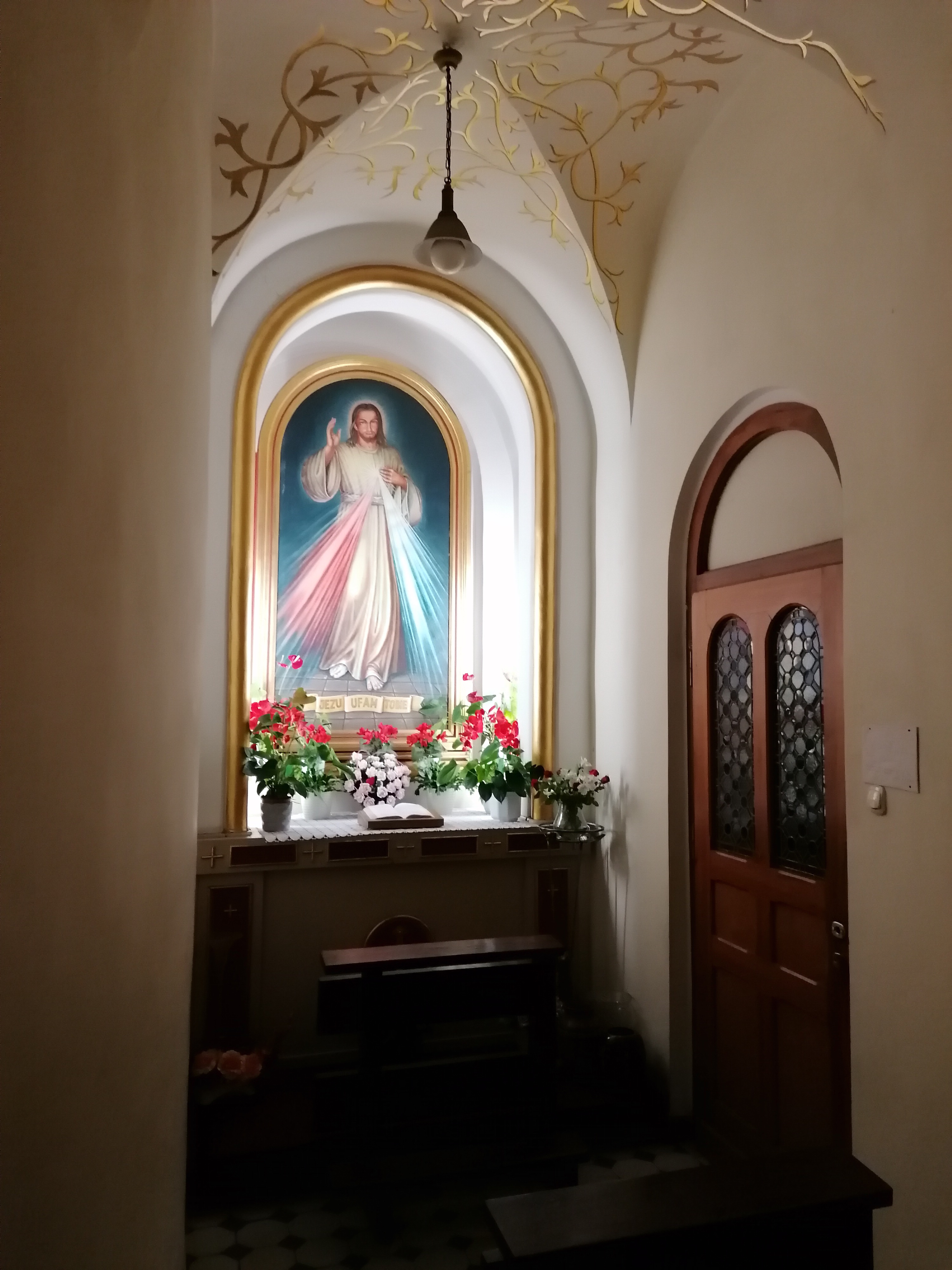
Каплиця і образ Божого Милосердя в монастирі о.Францисканців, м.Катовіце, Польща

Намальований за сприяння сповідника та духівника  с.Фаустини - о.Міхала Сопочка художником Є.Казіміровським, який за описом с. Фаустини створив ікону. Перший образ був намальований у 1934 році. Друга ікона з'явилася у 1944 році, автором її був художник А.Хила. Саме цей образ знаходиться у Санктуарії Божого Милосердя у Лагєвніках, під Краковом, а також є найбільш поширеним.

### Година Милосердя
У жовтні 1937 року Господь Ісус доручив ушановувати годину своєї смерті. Це третя година дня.У цей час звершується Спасіння світу- місія Ісуса. 
|  | У цей час випросиш усе для себе і для інших, у ту годину звершилася ласка для усього світу – милосердя перемогло справедливість. |

Кс.Ружицький наводить умови для вислухання молитов, що промовлені у цю годину:1. Молитва повинна бути звернена до Ісуса.2. Молитва має бути відмовлена о третій годині дня.3. Повинна бути звернена до вартості і заслуг Страстей Господніх.

### Коронка (вервиця) до Божого Милосердя
Один з атрибутів культу -  Вервиця (молитва) до Божого милосердя вважається джерелом особливих ласк для кожної людини, яка буде відмовляти її протягом життя. Зі свідчень Святої Фаустини, слова цієї молитви промовив до неї сам Спаситель. Об'явлення відбулося 13-14 вересня 1935 року. Це молитва перепрошення за гріхи для вгамування Божого гніву. Також у Щоденнику св. Фаустини наводяться слова Діви Марії стосовно спасіння душ вмираючих. (Щ. 811)
|  | Я бороню кожну душу у годину її смерті, як Свою славу, якщо вона відмовлятиме ту вервицю...Коли біля вмираючого моляться цю Вервицю, упокорюється гнів Божий, бездонне милосердя охоплює душу і коливаються глибини Мого милосердя заради хресного страждання Мого Сина. І якщо це буде навіть найбільш закоренілий грішник і якщо він хоча би раз помолиться цю Вервицю, то удостоїться милості від Мого безконечного милосердя |

За дев'ять днів до свята Божого Милосердя,тобто з дня Великої П’ятниці, Католицька церква починає молитися Новену до Божого Милосердя.  Щодня читається молитва, призначена на цей день. На початку кожного дня наводиться цитата з Щоденника св. Фаустини, потім читається Вервиця до Божого Милосердя.
- Перший день молитви присвячений всьому людству
- Другий день - молитва за священників, монахів та монахинь
- Третій день - за побожні та вірні душі
- Четвертий день - за язичників та тих, хто не вірить в Ісуса
- П'ятий - за тих, хто відійшов від єдності з Святою Церквою
- Шостий день - молитва за дітей та душі тихі і покірні
- Сьомий день - за тих, хто прославляє Боже Милосердя
- Восьмий день - за душі в Чистилищі
- Дев'ятий день - за байдужі, холодні душі[13]

### Поширення культу Милосердя
Поширення культу є формою набоженства, бо його стосуються обітниці, наведені у Щоденнику  с. Фаустини. 
|  | Душі, які поширюють Моє Милосердя, оберігатиму їх протягом усього життя, як ніжна мати своє немовля, а в годину смерті не буду для них Суддею, а милосердним Спасителем |

(Щ. 1075).

### Віднова у дусі довіри та милосердя
Культ Милосердя Божого спрямований на віднову релігійного життя Церкви у дусі милосердя та довіри. Це прагнення Христа пройшло еволюцію від чернечого згромадження, до руху у Церкві, який огортає не тільки згромадження, але й світських людей. Це спільнота людей, яку об'єднує Бог таємницею Свого Милосердя і в якій кожен по-своєму живе євангельским ідеалом довіри, любові до ближнього та милосердя, засвідчує його таємницю та випрошує Боже Милосердя для всього світу.

## Приклади Милосердя Божого у Святому письмі
Все що ми робимо і що може мати відношення до милосердя, чинимо на зразок милосердя, яке Бог має до нас і відносно чого дав нам чітку вказівку: «Будьте милосердні як і Отець ваш Милосердний» (Лк. 6:36). Таїнство Божого Милосердя є для кожної людини загадкою. Ісус нам показав Милосердя Отця: «Бог так полюбив світ, що Сина свого Єдинородного дав, щоб кожен, хто вірує в Нього, не загинув, а жив життям вічним. Бо не послав Бог у світ Сина світ засудити, лише ним — світ спасти» (Ів. 3:16-17). Христос оголошував безконечне Милосердя і любов Бога Отця, головно у притчах про Заблукану вівцю та Доброго Пастиря, про Блудного Сина і Милосердного Батька, у якій Ісус виразно оголосив тайну Божого Милосердя, що невгасно горить у Серці Отця Небесного.
Серед проповіді Блаженств Христос наголошує: «Блаженні милосердні, бо вони зазнають милосердя» (Мт. 5:7).

## Апостоли милосердя
Проповідників культу Божої Милості називають Апостолами милосердя. 

### Свята Фаустина Ковальська
Католицька свята  Фаустина Ковальська, монахиня Конгрегації Сестер Матері Божої Милосердя. Саме їй Спаситель доручив здійснити особливі посланництва задля встановлення культу Божого Милосердя. Свята мала видіння, в яких  до неї зверталися Ісус Христос і Діва Марія, про що вона розповіла в книзі Щоденник: Боже милосердя в моїй душі. 
22 лютого 1931 року, під час об’явлення, Ісус попросив намалювати Його образ, який тепер вшановується як Образ Ісуса Милосердного. Крім того, св.Фаустина записала особливі молитви - Новену та Коронку (Вервицю) до Божого Милосердя, мала об'явлення про особливу Годину Божого Милосердя.

### Блаженний о.Міхал Сопочко
Якщо сестра Фаустина була устами Бога, то її духовний батько о.Міхал Сопочко став Його  руками. Саме за  дорученням о.Сопочко у травні 1934 року художником Є. Казіміровським був створений перший Образ Ісуса Милосердного. Як вчений-теолог, о.Сопочко зміг обґрунтувати ідею Божого Милосердя як найважливішого атрибуту Бога. До кінця свого життя він не полишав зусиль задля визнання Свята та Образа Божого Милосердя церквою.

### Святий Іван Павло ІІ як апостол милосердя

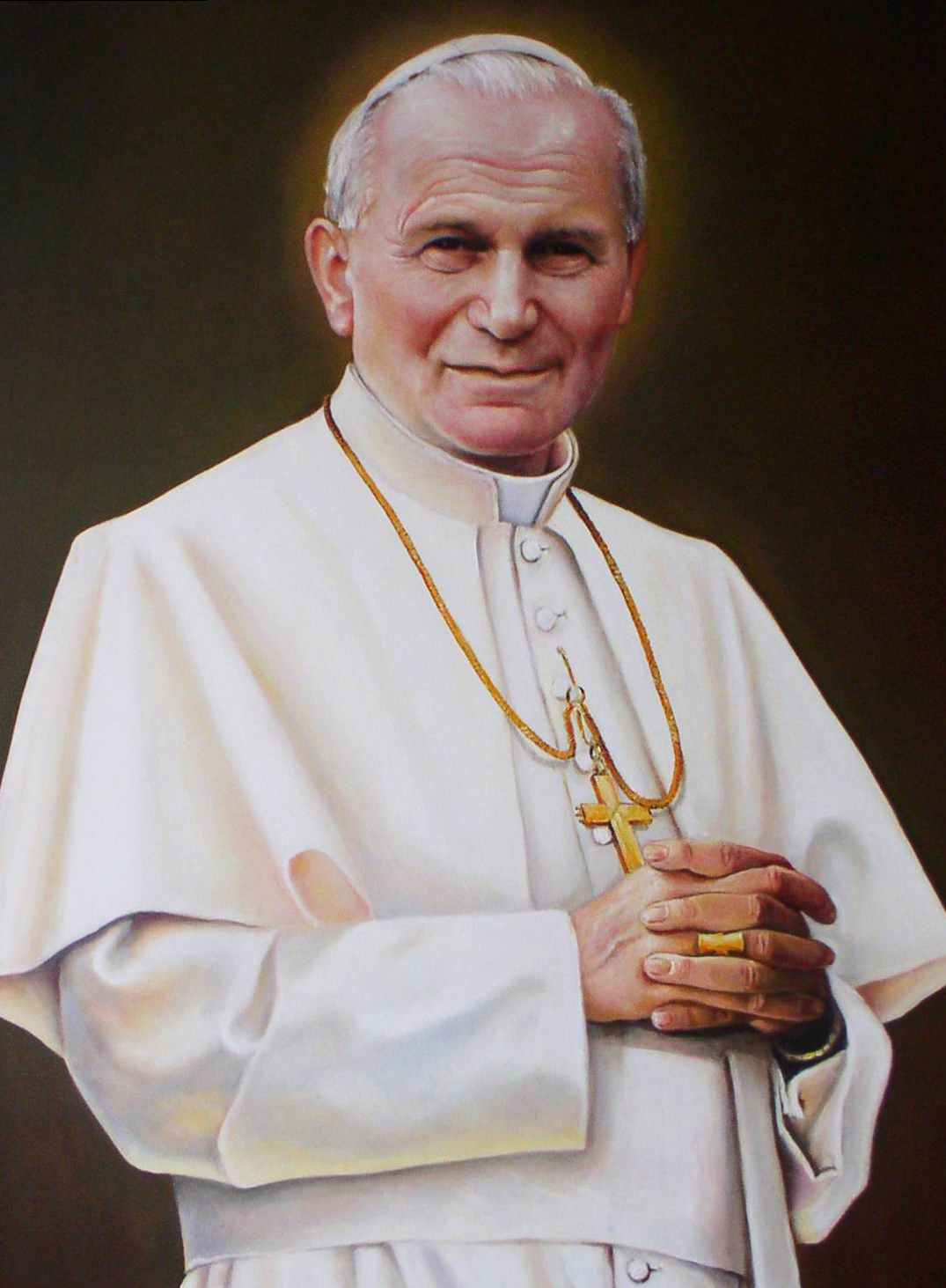
св.Іван Павло ІІ

Папа римський Іван Павло ІІ, подібно, як і сестра Ковальська Фаустина, став у свій час апостолом Божого Милосердя.Його називають «Папою Милосердя» не лише тому, що він канонізував сестру Фаустину Ковальську, але й написав енцикліку «Бог, багатий милосердям» та встановив свято Божого Милосердя. 
У 1978 році завдяки втручанню тоді ще архієпископа Краківського, Апостольська Столиця відмінила заборону на поширення послання про Боже Милосердя.   
Друга енцикліка, яку видав Іван Павло ІІ після свого сходження на папський престол, була присвячена саме Милосердю Божому і мала назву Dives in Misericordia - Бог, багатий Милосердям.  У 2002 році у Кракові-Лаґевніках він сказав: «Поза Божим Милосердям немає ніякого іншого джерела надії для людських істот». 
7 березня 1992 р. Іван Павло ІІ видав указ про героїчні чесноти Фаустини Ковальської, а 21 грудня 1992 р. - указ про диво через її заступництво. 
18 квітня 1993 р. Папа Іван Павло II здійснив беатифікацію ,а 30 квітня 2000 року - канонізацію   сестри Фаустини. Саме у цей день було встановлено Свято Божого Милосердя.
2 квітня 2005 року, о 21.37 за римським часом, у Надвечір'я свята Божого Милосердя, Іван Павло ІІ полишив цей світ. Зачислення його до лику блаженних у 2011,  остаточна канонізація та проголошення святим у 2014,  відбулися саме у Неділю Божого Милосердя.

### Спільнота Faustinum
Для формації нових апостолів Милосердя існує товариство Faustinum, яке об’єднує священиків, богопосвячених осіб, а також  мирян. У спільноту входять представники вірних з понад 80 країн світу.

## Значення
«Не знайде жодна душа виправдання, — пояснив Ісус, — доки не звернеться з довірою до Мого Милосердя, і тому перша неділя після Великодня повинна бути святом Милосердя, а священники повинні у цей день говорити душам про це велике і незглибиме Моє Милосердя» (Щ. 570).
Взагалі віра у Боже Милосердя стосовно себе є однією з умов справжньої християнської віри. На цьому наголошує Блаженнійший Святослав, предстоятель Української греко-католицької церкви. «Бути християнином означає насамперед повірити в Боже милосердя щодо себе, повірити в Божу любов».

## Розвиток
Обґрунтуванням ідеї Божого Милосердя, як найважливішого атрибута Бога  присвятив свої праці духовний керівник, сповідник с. Фаустини Ковальської отець М. Сопочко.
Динамічний розвиток культу Божого Милосердя відбувся після сходження на папський престол Івана Павла ІІ. Цій ідеї він присвятив свою енцикліку Dives in Misericordia від 30 листопада 1980 року.
У 1985 році кардинал Францішек Махарський впровадив Свято Милосердя  в Краківській архидієцезії. Потім деякі польські єпископи впровадили це свято до літургійних календарів своїх дієцезій. Для всієї Польщі день цього свята затвердив 1995 року Папа Йоан Павло ІІ, і нарешті 30 квітня  2000 року, в день канонізації святої сестри Фаустини, воно стало святом усієї Католицької Церкви. 

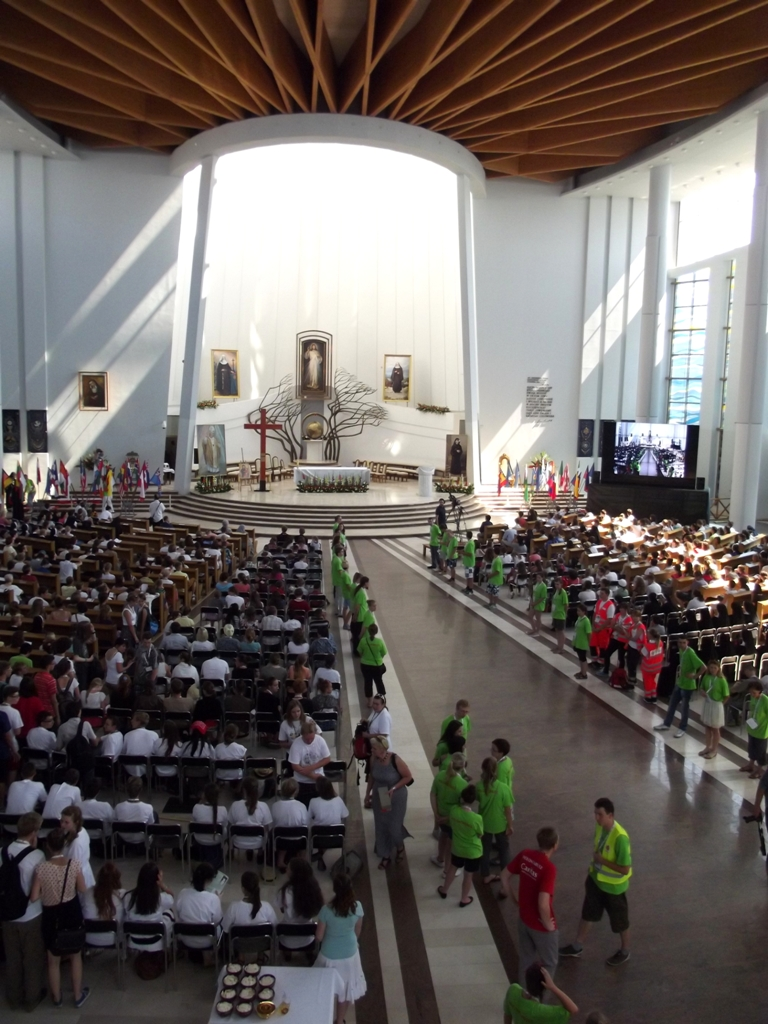
Каплиця та головний вівтар Санктуарію Божого Милосердя в Кракові (Лагевніках)

У подальшому  Папа Бенедикт XVI у своїх енцикліках «Бог є Любов» та «Надією спасенні»  також говорить про Милосердя Боже.
Папа Франциск називає милосердя серцем Бога. Своєю буллою Misericordiae vultus (Обличчя милосердя)  папа Франциск оголосив 2016 рік — надзвичайним Ювілейним роком. Цей рік став позачерговим Ювілейним роком і був присвячений Божому милосердю. Особлива увага була приділена св. Фаустині Ковальській та самій ідеї милосердя, яка є «несучою балкою, на яку спирається життя церкви».
Найбільшим світовим центром цього культу є Санктуарій Божого Милосердя у Лагєвніках на околиці Кракова в Польщі. Тут знаходиться відомий на весь світ Образ Милосердного Ісуса, а також мощі сестри Фаустини Ковальської, поклонитися яким збираються десятки тисяч паломників з усіх куточків світу.

### В Україні
В Україні Санктуарії Божого Милосердя знаходяться у м.Роздільній (Одеська обл), у м.Вінниці, в Ківерцях (Рівненська обл.) . У Запоріжжі діє Співкатедральний Собор-Санктуа́рій Бо́га Отця́ Милосе́рдного. Також  існують згромадження Місіонерів Ісуса Милосердного та Сестер Ісуса Милосердного. 